# Damián Nannini
Damián Gustavo Nannini (ur. 15 września 1961 w Rosario) – argentyński duchowny katolicki, biskup San Miguel od 2018.

## Życiorys

### Prezbiterat
Święcenia kapłańskie otrzymał 15 grudnia 1989 i został inkardynowany do archidiecezji Rosario. Pełnił funkcje m.in. wykładowcy i rektora seminarium w Rosario, koordynatora grupy animatorów biblijnych, sekretarzem krajowego stowarzyszenia biblistów oraz dyrektorem szkoły biblijnej Cebitepal w Kolumbii.

### Episkopat
7 listopada 2018 papież Franciszek mianował go biskupem ordynariuszem diecezji San Miguel. Sakry udzielił mu 14 grudnia 2018 metropolita Santa Fe - arcybiskup Sergio Fenoy. 